# Coupe du monde féminine de volley-ball 2007
Navigation
Coupe du monde 2003 Coupe du monde 2011
La Coupe du monde de volley-ball féminin a lieu au Japon, du 2 au 16 novembre 2007, dans sept villes hôtes et huit sites de compétition.

## Formule de compétition
La Coupe du monde de volley-ball 2007 a regroupé 12 équipes. Elle se compose des champions de 5 continents (Asie, Amérique du Nord, Amérique du Sud, Afrique, Europe), des 4 vice-champions, du pays organisateur et de deux équipes invitées ("wild card").
Les matches se sont disputés en Round Robin. Chaque équipe a rencontré les autres (au total, 11 matches par équipe).
Les 3 premières équipes se sont qualifiées pour les Jeux olympiques de Pékin.

## Équipes présentes
- Japon : organisateur
- Italie : champion d'Europe
- Cuba : champion d'Amérique du Nord
- Brésil : champion d'Amérique du Sud
- Thaïlande : 3e au championnat d'Asie après le Japon et la Chine
- Kenya : champion d'Afrique
- Serbie : vice-champion d'Europe
- Pérou : vice-champion d'Amérique du Sud
- Corée du Sud : 4e au championnat d'Asie
- États-Unis : vice-champion d'Amérique du Nord
- Pologne : wild card
- République dominicaine : wild card

## Déroulement de la compétition

### 1ertourdu2au4 novembre2007
- Tokyo

- Hamamatsu

### 2dtour du6au7 novembre2007
- Osaka

- Sendai

### 3etourdu9au11 novembre2007
- Sapporo

- Kumamoto

### 4etourdu14au16 novembre2007
- Nagoya

- Nagoya

## Classement final
| No                 | Équipe                 | Points | Matches | Matches | Points | Points | Points | Sets | Sets   | Sets   |
| No                 | Équipe                 | Points | gagnés  | perdus  | pour   | contre | Ratio  | pour | contre | Ratio  |
| ------------------ | ---------------------- | ------ | ------- | ------- | ------ | ------ | ------ | ---- | ------ | ------ |
| Médaille d'or      | Italie                 | 22     | 11      | 0       | 858    | 604    | 1,421  | 33   | 2      | 16,500 |
| Médaille d'argent  | Brésil                 | 20     | 9       | 2       | 891    | 671    | 1,328  | 29   | 9      | 3,222  |
| Médaille de bronze | États-Unis             | 20     | 9       | 2       | 940    | 821    | 1,145  | 28   | 13     | 2,154  |
| 4.                 | Cuba                   | 19     | 8       | 3       | 1020   | 951    | 1,073  | 28   | 17     | 1,647  |
| 5.                 | Serbie                 | 18     | 7       | 4       | 910    | 866    | 1,051  | 26   | 15     | 1,733  |
| 6.                 | Pologne                | 17     | 6       | 5       | 908    | 820    | 1,107  | 23   | 18     | 1,278  |
| 7.                 | Japon                  | 17     | 6       | 5       | 885    | 866    | 1,022  | 21   | 19     | 1,105  |
| 8.                 | Corée du Sud           | 15     | 4       | 7       | 825    | 848    | 0,973  | 16   | 22     | 0,727  |
| 9.                 | République dominicaine | 14     | 3       | 8       | 797    | 911    | 0,875  | 12   | 28     | 0,429  |
| 10.                | Thaïlande              | 13     | 2       | 9       | 784    | 924    | 0,848  | 11   | 29     | 0,379  |
| 11.                | Pérou                  | 12     | 1       | 10      | 681    | 855    | 0,796  | 6    | 30     | 0,200  |
| 12.                | Kenya                  | 11     | 0       | 11      | 498    | 860    | 0,579  | 2    | 33     | 0,061  |

 Italie,  Brésil et  États-Unis sont qualifiés pour les Jeux olympiques à Pékin.

## Distinctions individuelles
- MVP : Simona Gioli
- Meilleure Marqueuse : Katarzyna Skowrońska
- Meilleure Attaquante : Nancy Carillo
- Meilleure Contreuse : Simona Gioli
- Meilleure Serveuse : Yanelis Santos
- Meilleure Passeuse : Paola Cardullo
- Meilleure Libéro : Hélia Souza “Fofao”